# Ilsa la belva del deserto
Ilsa la belva del deserto (Ilsa, Harem Keeper of the Oil Sheiks) è un film del 1976 diretto da Don Edmonds.
La pellicola, di genere splatter-erotico, è il sequel del cult Ilsa la belva delle SS. Il film si avvale della presenza di Dyanne Thorne nel ruolo del luogotenente nazista Ilsa, questa volta trasferita negli Emirati Arabi Uniti, dove avrà a che fare con potenti sceicchi e comandanti statunitensi.

## Trama
Dopo aver trovato un nuovo datore di lavoro, né morta né cambiata di una virgola, alla fine della seconda guerra mondiale, Ilsa lavora in casa di un ricco sceicco arabo su donne che vengono usate come schiave sessuali. Tra le sue vittime stavolta vi sono la figlia di un milionario americano, una star cinematografica ed un attraente fotoreporter. Tra le varie torture, il seno di una donna viene tagliato dalla crudele dottoressa, i suoi piedi vengono dati in pasto alle formiche rosse e, in ultimo, questa viene uccisa da un coccodrillo.

## Distribuzione
Dato che il primo film era stato censurato con una X dalla MPAA, in questo film i produttori decisero di contenere le scene di sesso e violenza affinché esso potesse essere visto da un pubblico più vasto.

## Accoglienza
Come il precedente, il film è un'accozzaglia di sexploitation, splatter e gore. Poco considerato ai tempi dell'uscita, il film è stato rivalutato da vari siti web come Horror Watch, il quale scrive che "il film è l'ideale per chiunque voglia vedere seni e nudità d'ogni genere, oltreché sangue e budella sullo schermo per un'ora e mezzo". D'altronde, questo è lo scopo dell'intera serie di Ilsa e forse del genere "nazisploitation", al quale la pellicola appartiene. Tra le tante attrazioni del film, azione a gogò, ragazze nude che giocano al "kung fu" con la 'belva', soldati che si sparano tra di loro, urla femminili, caos e seni di fuori.